# Psilota fasciata
Psilota fasciata är en tvåvingeart som beskrevs av Charles Howard Curran 1929. Psilota fasciata ingår i släktet sotblomflugor, och familjen blomflugor.
Artens utbredningsområde är Filippinerna. Inga underarter finns listade i Catalogue of Life.